# Black Friday ’29
Black Friday ’29 war eine Hardcore-Band aus dem Ruhrgebiet in Deutschland.

## Bandgeschichte
Die Band spielte harten, melodischen Old-School Hardcore und zählt Bands wie die Cro-Mags, Youth of Today, DYS, Outburst zu ihren Einflüssen. Die sehr persönlichen Texte handeln von Freundschaft, Liebe, Schmerz und von politischen Themen. Die Band wurde ursprünglich der Straight-Edge-Szene zugeordnet. Der Frontsänger Björn Esser hat gemeinsam mit Michael Schraven (Static Void), Devo (Ex-Settle to Score), Felix (Ex-AYS) und Firat Yildirim 2010 die Straight Edge Hardcore Punk Band Get it Done gegründet.
Nach der Veröffentlichung einer ersten Demoaufnahme auf BloodyXSunday Records und einer 7″-Single mit Namen Blackout im Jahr 2002 wurde im selben Jahr die Single und das Demo zusammen auf einer CD ebenfalls unter dem Namen Blackout auf Crucial Response Records veröffentlicht. Nach Konzerten und Touren durch Europa wurde 2004 auf dem niederländischen Label GSR das hochgelobte Debütalbum unter dem Titel The Escape auf CD veröffentlicht. Die Vinylversion wurde von Dead and Gone Records aus England herausgebracht. Ende 2007 erschien das zweite Album The Pursuit of Happiness auf Blacktop Records, welches ebenfalls von Kritikern positiv aufgenommen wurde und sowohl bei dem Mailorder Coretex Records, als auch bei Green Hell Records in den Verkaufscharts auf den vorderen Rängen platziert war. Die Vinylversion dieses Albums wurde erneut von Dead and Gone Records veröffentlicht. 2009 entstand, in Zusammenarbeit mit den Produzenten Simon Werner und Jacob Bredahl, Black Friday 2009 und wurde auf Let It Burn Records (Soulfood) im selben Jahr veröffentlicht.
Im August 2010 wurde bekannt gegeben: „Sicher ist, dass Black Friday ’29 erst einmal nicht mehr auf der Bühne zu sehen sein wird. Vielleicht auch nie mehr.“ (Black Friday ’29: Facebook-Seite, 12. August 2010)

## Diskographie
- 2002: Demo
- 2002: Blackout
- 2004: The Escape
- 2007: The Pursuit of Happiness
- 2009: Black Friday 2009
- 2010: The Escape (Re-Release auf Let It Burn Records)

## Videos
- 2006: Pressure Release